# Loca
Loca és el títol d'una cançó pop escrita i interpretada per la cantant israeliana Dana International. És el segon single del seu àlbum Ma La'asot.

## Llistes
Setmanals
| País      | Rànquing           | Primera setmana | Posició d'ingrés | Millor posició | Setmanes en la millor posició | Setmanes en el rànquing | Última setmana |
| --------- | ------------------ | --------------- | ---------------- | -------------- | ----------------------------- | ----------------------- | -------------- |
| Àsia      |                    |                 |                  |                |                               |                         |                |
| Israel    | Top 50 cançons     | 02/07/2013      | 9                | 1              | 4                             | en curs                 | en curs        |
| Europa    |                    |                 |                  |                |                               |                         |                |
| Catalunya | La llista Flaix FM | 30/08/2013      | 39               | 39             | 1                             | 1                       | 06/09/2013     |
| Espanya   | Top 50 cançons     | 23/07/2013      | 49               | 49             | 1                             | 1                       | 23/07/2013     |
| Bèlgica   | Top 100 cançons    | 14/08/2013      | 97               | 97             | 2                             | 3                       | 04/08/2013     |